# Fédote Bourgasoff
Fédote Bourgasoff né Федот БУРГАСОВ le 9 mars 1890 à Likhvine (Empire russe) et mort le 12 mai 1945 à Boulogne-Billancourt, est un directeur de la photographie français d'origine russe.

## Biographie
Fédote Bourgasoff commença sa carrière en Russie comme photographe et caméraman pour la société de production de Iossif Ermoliev. Après son installation en France, il devint l'un des membres les plus actifs des Films Ermolieff, qui deviendront ensuite les Films Albatros. Avec l'arrivée du parlant, sa carrière de directeur de la photographie déclina lentement.

## Filmographie partielle
- 1921 : Justice d'abord de Yakov Protazanov
- 1921 : L'Enfant du carnaval ou Le Bonheur perdu d'Ivan Mosjoukine
- 1923 : La Maison du mystère d'Alexandre Volkoff
- 1923 : Calvaire d'amour de Victor Tourjanski
- 1924 : Les Ombres qui passent d'Alexandre Volkoff
- 1924 : L'Heureuse Mort de Serge Nadejdine
- 1924 : Kean ou Désordre et génie d'Alexandre Volkoff
- 1927 : Casanova d'Alexandre Volkoff
- 1926 : Feu Mathias Pascal de Marcel L'Herbier
- 1930 : Le Roi des resquilleurs de Pierre Colombier
- 1932 : Violettes impériales d'Henry Roussell
- 1932 : Rouletabille aviateur de Steve Sekely
- 1933 : Adémaï aviateur de Jean Tarride
- 1933 : L'Ordonnance de Victor Tourjanski
- 1934 : Casanova de René Barberis
- 1936 : Les Bas-fonds de Jean Renoir
- 1936 : Les Bateliers de la Volga de Vladimir Strijevski
- 1936 : Feu la mère de Madame de Germain Fried - court métrage
- 1938 : Le Roman de Werther de Max Ophüls
- 1938 : Ça... c'est du sport de René Pujol
- 1941 : Le Diamant noir de Jean Delannoy
- 1941: Les Jours heureux de Jean de Marguenat
- 1941 : Notre-Dame de la Mouise de Robert Péguy
- 1942 : Le journal tombe à cinq heures de Georges Lacombe
- 1943 : Donne-moi tes yeux de Sacha Guitry